# Juge d’instruction
In Frankreich wird im Rahmen der Strafgerichte zwischen den Untersuchungsgerichten (juridictions d’instruction) und den erkennenden Gerichten (juridictions de jugement) unterschieden. Untersuchungsgerichte sind der juge d’instruction und die Untersuchungskammer der Cour d’appel.
Während in Deutschland die Staatsanwaltschaft das strafrechtliche Ermittlungsverfahren leitet („Herrin des Ermittlungsverfahrens“), fällt diese Aufgabe in Frankreich dem Untersuchungsrichter zu. Bei Verbrechen (crimes) ist dies zwingend so, bei Vergehen (délits) und Ordnungswidrigkeiten (contraventions) ist seine fakultative Beteiligung vorgesehen.
Die Tätigkeit und die Befugnisse des juge d’instruction sind daher nicht mit denen des deutschen Ermittlungsrichters zu vergleichen, der – anders als seine Bezeichnung vermuten lässt – in der Regel nicht selbst aktiv ermittelt, sondern lediglich bestimmte Ermittlungsmaßnahmen der Staatsanwaltschaft auf deren Antrag hin genehmigt (Richtervorbehalt). Dies obliegt in Frankreich dem JLD (juge des libertés et de la détention).